# Torbesjen
De Torbesjen of Torbeši (Macedonisch: Торбеши), ook wel bekend als Macedonische moslims (Macedonisch: Македонци-муслимани, transliteratie: Makedonski-moeslimani), zijn een groep Slavische moslims in Noord-Macedonië. In tegenstelling tot de Macedonische meerderheid behoren zij niet tot de Macedonisch-Orthodoxe Kerk, maar zijn zij islamitisch. Vaak worden Torbesjen geassocieerd met Pomaken in Bulgarije en Griekenland.

## Verspreiding
Het overgrote deel van de Torbesjen leeft in het westen van Noord-Macedonië en in het oosten van Albanië. Veel dorpen in Debar worden uitsluitend bewoond door Torbesjen. Ook de gemeente Struga heeft vrij veel Torbesjen, vooral in de dorpen Labunishta, Oktisi, Podgorci en Boroets.  Verder hebben plaatsen zoals Rostuša en Tetovo ook grote aantallen Macedonische moslims. Het grootste deel van de Turkse bevolking langs de westelijke Macedonische grens zijn in feite Macedonische moslims. Een andere grote concentratie Macedonische moslims woont in ten zuiden van de Macedonische hoofdstad Skopje. Ook in de gemeenten Plasnica en de Dolneni wonen Macedonische moslims, die zich vooral als etnische Turken identificeren.

## Aantallen
De exacte populatie is moeilijk in te schatten. Historicus Ivo Banac schatte dat er voor het einde van de Tweede Wereldoorlog ongeveer 27.000 Torbesjen in het toenmalige Joegoslavië leefden. De daaropvolgende volkstellingen vertoonden zeer verschillende aantallen:  1.591 personen in 1953, 3.002 personen in 1961, 1.248 personen in 1971 en 39.355 personen in 1981. De laatste volkstelling omvat echter ook personen die zich eerder als etnische Turken identificeerden (zie: Turken in Noord-Macedonië). De Macedonische moslimvereniging beweert dat meer dan 70.000 Torbesjen zijn geassimileerd in de  Albanese minderheid van Noord-Macedonië. Het aantal Torbesjen in Macedonië werd geschat op ongeveer 40.000 in het jaar 2013.
In de Macedonische volkstelling van 2021 werden 4.174 "Torbeši", 445 "Macedonische moslims" en 1.174 "Moslims" geregistreerd.